# Боброви (Даровський район)
Бобро́ви (рос. Бобровы) — присілок у складі Даровського району Кіровської області, Росія. Входить до складу Даровського міського поселення.
Населення становить 221 особа (2010, 308 у 2002).
Національний склад станом на 2002 рік — росіяни 95 %.